# Liste der Präsidenten der Harvard University

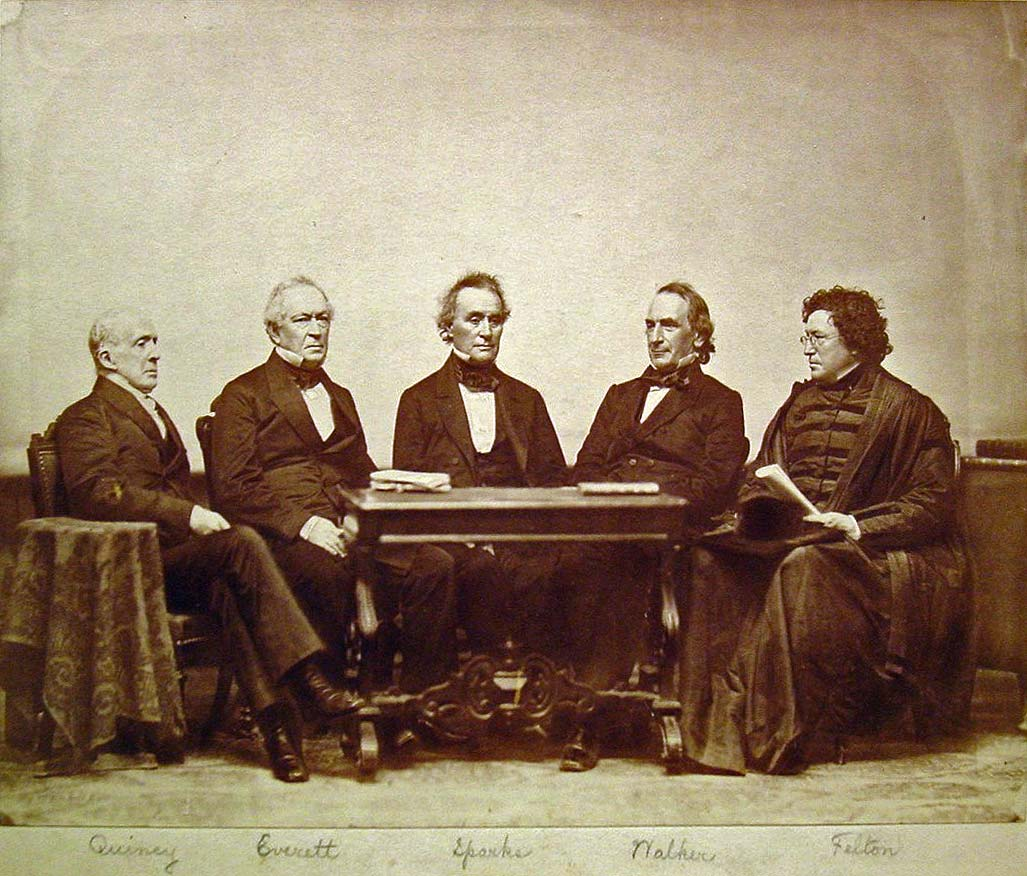
Fünf Präsidenten der Harvard University sitzen in der Reihenfolge, in der sie das Amt innehatten: Josiah Quincy, Edward Everett, Jared Sparks, James Walker und Cornelius Conway Felton.

Diese Liste umfasst die Präsidenten der Harvard University.
| Nr. | Bild                | Name                    | Amtszeit                                                                 | Anmerkungen                                                                 |
| --- | ------------------- | ----------------------- | ------------------------------------------------------------------------ | --------------------------------------------------------------------------- |
| –   |                     | Nathaniel Eaton         | 1637–1639                                                                | als „Schulmeister“ des Harvard College bezeichnet                           |
| 1   |                     | Henry Dunster           | 1640–1654                                                                |                                                                             |
| 2   |                     | Charles Chauncy         | 1654–1672                                                                |                                                                             |
| 3   |                     | Leonard Hoar            | 1672–1675                                                                |                                                                             |
| 4   |                     | Urian Oakes             | 1675–1680 (Interimspräsident); 1680–1681 (Präsident)                     |                                                                             |
| 5   |                     | John Rogers             | 1682–1684                                                                |                                                                             |
| 6   |                     | Increase Mather         | 1685–1686 (Interimspräsident); 1686–1692 (Rektor); 1692–1701 (Präsident) |                                                                             |
| –   |                     | Samuel Willard          | 1701–1707 (Interimspräsident)                                            |                                                                             |
| 7   |                     | John Leverett           | 1708–1724                                                                |                                                                             |
| 8   |                     | Benjamin Wadsworth      | 1725–1737                                                                |                                                                             |
| 9   |                     | Edward Holyoke          | 1737–1769                                                                |                                                                             |
| 10  |                     | Samuel Locke            | 1770–1773                                                                |                                                                             |
| 11  |                     | Samuel Langdon          | 1774–1780                                                                |                                                                             |
| 12  |                     | Joseph Willard          | 1781–1804                                                                |                                                                             |
| –   |                     | Eliphalet Pearson       | 1804–1806 (Interimspräsident)                                            |                                                                             |
| 13  |                     | Samuel Webber           | 1806–1810                                                                |                                                                             |
| 14  |                     | John Thornton Kirkland  | 1810–1828                                                                |                                                                             |
| 15  |                     | Josiah Quincy           | 1829–1845                                                                |                                                                             |
| 16  |                     | Edward Everett          | 1846–1849                                                                |                                                                             |
| 17  |                     | Jared Sparks            | 1849–1853                                                                |                                                                             |
| 18  |                     | James Walker            | 1853–1860                                                                |                                                                             |
| 19  |                     | Cornelius Conway Felton | 1860–1862                                                                |                                                                             |
| 20  |                     | Thomas Hill             | 1862–1868                                                                |                                                                             |
| 21  |                     | Charles William Eliot   | 1869–1909                                                                | Längste Amtszeit mit 40 Jahren                                              |
| 22  |                     | Abbott Lawrence Lowell  | 1909–1933                                                                |                                                                             |
| 23  |                     | James Bryant Conant     | 1933–1953                                                                |                                                                             |
| 24  |                     | Nathan Marsh Pusey      | 1953–1971                                                                |                                                                             |
| 25  |                     | Derek Curtis Bok        | 1971–1991                                                                |                                                                             |
| 26  |                     | Neil Leon Rudenstine    | 1991–2001                                                                |                                                                             |
| 27  |                     | Lawrence H. Summers     | 2001–2006                                                                | Erster jüdischer Präsident                                                  |
| –   |                     | Derek Curtis Bok        | 2006–2007 (Interimspräsident)                                            | [ 5 ]                                                                       |
| 28  |                     | Drew Gilpin Faust       | 2007–2018                                                                | Erster weiblicher Präsident                                                 |
| 29  |                     | Lawrence S. Bacow       | 2018–2023                                                                | [ 7 ]                                                                       |
| 30  | Claudine Gay (2023) | Claudine Gay            | 2023–2024                                                                | Zweite Frau und erste schwarze Präsidentin, mit 6 Monaten kürzeste Amtszeit |
| –   |                     | Alan Garber             | (seit 2024, Interimspräsident)                                           | [ 9 ]                                                                       |